# Depressacca globosa
Depressacca globosa är en insektsart som beskrevs av Sigfrid Ingrisch 1998. Depressacca globosa ingår i släktet Depressacca och familjen vårtbitare. Inga underarter finns listade i Catalogue of Life.